# یواس‌اس امپکبل (ای‌ام-۳۲۰)
یواس‌اس امپکبل (ای‌ام-۳۲۰) (به انگلیسی: USS Impeccable (AM-320)) یک کشتی بود که طول آن ۲۲۱ فوت ۲ اینچ (۶۷٫۴۱ متر) بود. این کشتی در سال ۱۹۴۳ ساخته شد.